# Isla Selayar
La isla Selayar (en indonesio: Pulau Selayar) también conocida como Salajar, Saleijer, Salayar o Silaijara, es la isla principal de las islas Selayar, Indonesia. Se encuentra frente a las costas de Cabo Bira en la provincia de Célebes Meridional (Sulawesi). El estrecho de Selayar lo separa de la parte continental de Célebes. Su ciudad principal es Benteng; además contiene los pueblos de Bonelohe, Padang y Barangbarang. Posee más de 90 kilómetros de largo y 30 km de ancho; con una superficie estimada en 666 km². Benteng es el punto de partida para excursiones de buceo.
Todas las islas del grupo son planas y fértiles, pero también en parte rocosas, cubiertos con arbustos y arena. Sólo la isla principal está atravesada por una montaña de piedra arenisca, que se eleva a 1.780 m de altitud. Las costas están bordeadas por arrecifes de coral. La isla es conocida por sus playas de arena y zonas de buceo.
Los habitantes son en su mayoría musulmanes de los pueblos Bugis, Makassar y Konjo.